# Jaafar Gagarin
Jaafar Hassan Haj El-Sediq Altoum, soprannominato Jaafar Gagarin (...), è un ex calciatore sudanese, di ruolo difensore.

## Biografia
Jaafar Hassan Haj El-Sediq Altoum si vide assegnato il suo soprannome, ispirato al cosmonauta sovietico Jurij Gagarin, il primo uomo nello spazio, a causa di quello assegnato al fratello Ali Gagarin, prolifico attaccante dell'Al-Hilal Omdurman.

## Carriera

### Club
Jaafar Gagarin ha legato la sua carriera all'Al-Merrikh, squadra nella quale militò ininterrottamente dal 1961 al 1971. Con il club di Omdurman ha vinto due campionati sudanesi, imponendosi come il più forte e prolifico attaccante del suo paese con almeno 350 reti segnate. Nelle competizioni continentali con la sua squadra Gagarin raggiunse le semifinali della Coppa dei Campioni d'Africa 1966.

### Nazionale
Ha partecipato dal 1963 al 1969 ha giocato nella nazionale sudanese. Con la sua nazionale ha giocato nella Coppa delle nazioni africane 1963, perdendo la finale del torneo contro i padroni di casa del Ghana.

## Statistiche

### Cronologia presenze e reti in nazionale[3]
| Cronologia completa delle presenze e delle reti in nazionale ― Sudan | Cronologia completa delle presenze e delle reti in nazionale ― Sudan | Cronologia completa delle presenze e delle reti in nazionale ― Sudan | Cronologia completa delle presenze e delle reti in nazionale ― Sudan | Cronologia completa delle presenze e delle reti in nazionale ― Sudan | Cronologia completa delle presenze e delle reti in nazionale ― Sudan | Cronologia completa delle presenze e delle reti in nazionale ― Sudan | Cronologia completa delle presenze e delle reti in nazionale ― Sudan |
| Data                                                                 | Città                                                                | In casa                                                              | Risultato                                                            | Ospiti                                                               | Competizione                                                         | Reti                                                                 | Note                                                                 |
| -------------------------------------------------------------------- | -------------------------------------------------------------------- | -------------------------------------------------------------------- | -------------------------------------------------------------------- | -------------------------------------------------------------------- | -------------------------------------------------------------------- | -------------------------------------------------------------------- | -------------------------------------------------------------------- |
| 26-11-1963                                                           | Kumasi                                                               | Sudan                                                                | 2 – 2                                                                | Egitto                                                               | Coppa d'Africa 1963 - 1º turno                                       | 1                                                                    |                                                                      |
| 1º-12-1963                                                           | Accra                                                                | Ghana                                                                | 3 – 0                                                                | Sudan                                                                | Coppa d'Africa 1963 - Finale                                         | -                                                                    |                                                                      |
| Totale                                                               |                                                                      | Presenze                                                             | 2+                                                                   |                                                                      | Reti                                                                 | 0+                                                                   |                                                                      |

## Palmarès

### Club
- Prima Lega: 2

Al Merrikh: 1970, 1971
- Coppa di Sudan: 3

Al Merrikh: 1963, 1970, 1971